# Geoffrey Conway
Pour les articles homonymes, voir Conway.
Pas d'image ? Cliquez ici

b Matchs officiels uniquement.
Geoffrey Seymour Conway, né le 15 novembre 1897 à Cardiff, est un joueur de rugby à XV, qui joue avec l'équipe d'Angleterre de 1920 à 1927, évoluant au poste de troisième ligne centre.

## Carrière
Il obtient sa première cape internationale le 31 janvier 1920 contre la France. Il remporte avec l'Angleterre le Tournoi des Cinq Nations 1921, 1923, et 1924, réussissant le grand chelem. Il dispute 17 rencontres du Tournoi.

## Palmarès
- grand chelem en 1921, 1923, et 1924

## Statistiques en équipe nationale
- 18 sélections avec l'équipe d'Angleterre
- 25 points (1 essai, 11 transformations)
- Sélection par année : 3 en 1920, 1 en 1921, 4 en 1922, 4 en 1923, 4 en 1924, 1 en 1925, 1 en 1927
- Tournois des Cinq Nations disputés : 1920, 1921, 1922, 1923, 1924, 1927